# Station Euskirchen
Station Euskirchen is een spoorwegstation in de Duitse plaats Euskirchen. In 1864 werd het station in gebruik genomen, ver van het centrum, op de Pützberg. Er maken ongeveer 16.000 reizigers per dag gebruik van het station. Het ligt aan onder meer de spoorlijn Kalscheuren - Ehrang (Eifelstrecke), de spoorlijn Bonn - Euskirchen en de spoorlijn Düren - Euskirchen.  